# Victor Amaya
Victor Amaya (* 2. Juli 1954 in Denver, Colorado) ist ein ehemaliger US-amerikanischer Tennisspieler.

## Karriere
Amaya begann seine Tenniskarriere im Jahr 1973. Als Einzelspieler gewann er drei Turniere. Erfolgreicher war er im Doppel an der Seite von Hank Pfister. Zusammen gewannen sie 1980 die French Open in vier Sätzen gegen Brian Gottfried und Raúl Ramírez und erreichten 1982 das Finale der US Open, das in fünf Sätzen gegen Kevin Curren und Steve Denton verloren ging. Insgesamt gewann er sechs Turniere im Doppel und erreichte Anfang 1983 mit Platz 16 seine höchste Platzierung in der Tennis-Weltrangliste.

## Erfolge

### Einzel

#### Turniersiege
| Nr. | Datum           | Turnier    | Belag       | Finalgegner    | Ergebnis      |
| --- | --------------- | ---------- | ----------- | -------------- | ------------- |
| 1.  | 10. Januar 1977 | Adelaide   | Rasen       | Brian Teacher  | 6:1, 6:4      |
| 2.  | 18. Juni 1979   | Surbiton   | Rasen       | Mark Edmondson | 6:4, 7:5      |
| 3.  | 3. März 1980    | Washington | Teppich (i) | Ivan Lendl     | 6:7, 6:4, 7:5 |

#### Finalteilnahmen
| Nr. | Datum            | Turnier      | Belag       | Finalgegner     | Ergebnis |
| --- | ---------------- | ------------ | ----------- | --------------- | -------- |
| 1.  | 6. August 1978   | New Orleans  | Teppich (i) | Roscoe Tanner   | 6:3, 7:5 |
| 2.  | 19. Februar 1979 | Denver       | Teppich (i) | Wojciech Fibak  | 6:4, 6:1 |
| 3.  | 18. Februar 1980 | Denver       | Teppich (i) | Gene Mayer      | 6:2, 6:2 |
| 4.  | 8. April 1980    | Johannesburg | Hartplatz   | Heinz Günthardt | 6:4, 6:4 |
| 5.  | 11. August 1980  | Cleveland    | Hartplatz   | Gene Mayer      | 6:2, 6:1 |

### Doppel

#### Turniersiege
| Nr. | Datum            | Turnier          | Belag       | Partner       | Finalgegner                    | Ergebnis           |
| --- | ---------------- | ---------------- | ----------- | ------------- | ------------------------------ | ------------------ |
| 1.  | 26. Mai 1980     | French Open      | Sand        | Hank Pfister  | Brian Gottfried Raúl Ramírez   | 1:6, 6:4, 6:4, 6:3 |
| 2.  | 27. Oktober 1980 | Tokio Indoor (1) | Teppich (i) | Hank Pfister  | Marty Riessen Sherwood Stewart | 6:3, 3:6, 7:62     |
| 3.  | 26. Oktober 1981 | Tokio Indoor (2) | Teppich (i) | Hank Pfister  | Heinz Günthardt Balázs Taróczy | 6:4, 6:2           |
| 4.  | 22. Februar 1982 | Monterrey        | Teppich (i) | Hank Pfister  | Tracy Delatte Mel Purcell      | 6:3, 6:7, 6:3      |
| 5.  | 9. August 1982   | Cleveland        | Hartplatz   | Hank Pfister  | Matt Mitchell Craig Wittus     | 6:4, 7:6           |
| 6.  | 15. August 1983  | Cincinnati       | Hartplatz   | Tim Gullikson | Carlos Kirmayr Cassio Motta    | 6:4, 6:3           |

#### Finalteilnahmen
| Nr. | Datum              | Turnier      | Belag       | Partner       | Finalgegner                    | Ergebnis                |
| --- | ------------------ | ------------ | ----------- | ------------- | ------------------------------ | ----------------------- |
| 1.  | 30. Juli 1978      | Louisville   | Sand        | John James    | Wojciech Fibak Víctor Pecci    | 4:6, 7:6, 4:6           |
| 2.  | 30. August 1979    | Lafayette    | Teppich (i) | Eric Friedler | Marty Riessen Sherwood Stewart | 4:6, 4:6                |
| 3.  | 29. September 1980 | Maui         | Hartplatz   | Hank Pfister  | Peter Fleming John McEnroe     | 6:7, 7:6, 2:6           |
| 4.  | 6. Januar 1981     | London       | Teppich (i) | Hank Pfister  | Peter McNamara Paul McNamee    | 3:6, 6:2, 6:3, 3:6, 2:6 |
| 5.  | 7. Juni 1982       | Queen’s Club | Rasen       | Hank Pfister  | John McEnroe Peter Rennert     | 6:7, 5:7                |
| 6.  | 3. August 1982     | Columbus     | Hartplatz   | Hank Pfister  | Tim Gullikson Bernard Mitton   | 6:4, 1:6, 4:6           |
| 7.  | 31. August 1982    | US Open      | Hartplatz   | Hank Pfister  | Kevin Curren Steve Denton      | 2:6, 7:6, 7:5, 2:6, 4:6 |